# Cristian González (Fußballspieler, 1976)
Cristian González, vollständiger Name Cristian Mario González Aidinovich, (* 19. Dezember 1976 in Estación Atlántida) ist ein uruguayischer ehemaliger Fußballspieler.

## Karriere

### Verein
Der 1,82 Meter große Defensivakteur González stand zu Beginn seiner Karriere in den Jahren 1998 und 1999 beim uruguayischen Erstligisten Liverpool Montevideo unter Vertrag und bestritt in diesem Zeitraum 46 Spiele (kein Tor) in der Primera División. Im Jahr 2001 ist ein Erstligaeinsatz von González für Deportivo Maldonado belegt. 2002 und in der Apertura 2003 wird er im Kader des Erstligisten Defensor Sporting geführt. Im Laufe des Jahres 2003 wechselte er erstmals ins Ausland. In Spanien debütierte er am 14. September 2003 bei seinem neuen Klub UD Las Palmas im Spiel gegen CD Numancia. Bis zu einschließlich seinem letzten Einsatz am 19. Juni 2004 gegen Rayo Vallecano lief er in insgesamt 26 Partien der Segunda División für den Klub von der Insel Gran Canaria auf und erzielte einen Treffer. Zudem kam er in einer Begegnung der Copa del Rey zum Einsatz. In der Clausura 2003 wird er wieder in Reihen Defensors geführt. Im Torneo Clasificatorio 2004 bestritt er für den Verein aus Montevideo fünf Erstligaspiele (kein Tor). Als nächste Karrierestation wird dessen Liga- und Stadtrivale Peñarol Montevideo geführt. Elfmal (kein Tor) wurde er dort in der Apertura 2004 in der Primera División aufgestellt und war auch in der Zwischensaison 2005 Spieler der „Aurinegros“. In der Spielzeit 2005/06 werden 22 Ligaeinsätze beim israelischen Klub Maccabi Tel Aviv für ihn ausgewiesen. Ein Tor schoss er nicht. Es folgten in der Saison 2006/07 29 Spiele (kein Tor) in der Ligat ha’Al für MS Aschdod. Anschließend kehrte er zunächst nach Uruguay zurück, lief in der Apertura 2007 14-mal (kein Tor) für Defensor in der Primera División auf und schloss mit der Mannschaft, die am Saisonende auch die uruguayische Meisterschaft gewann, die Halbserie als Sieger ab. In den Folgesaisons 2007/08, 2008/09, 2009/10 und 2010/11 werden für González insgesamt 83 Ligaeinsätze mit zwei persönlichen Torerfolgen (2007/08: 20 Spiele/kein Tor; 2008/09: 29/2; 2009/10: 32/0; 2010/11: 2/0) bei MS Aschdod geführt. Über eine Zwischenstation bei Beitar Jerusalem, bei der er 33 Saisoneinsätze 2010/11 mit zwei Toren vorweisen kann, führt sein Karriereweg schließlich wieder zurück in die uruguayische Heimat. Seit 2011 spielt er für den uruguayischen Erstligisten River Plate Montevideo. Für die Montevideaner lief er in den Spielzeiten 2011/12, 2012/13 und 2013/14 in 26 (ein Tor), 29 (zwei Tore) und 25 (kein Tor) Partien der höchsten uruguayischen Spielklasse auf. Ein Tor erzielte er nicht. Zudem bestritt er vier Begegnungen (kein Tor) in der Copa Sudamericana 2013. In der Saison 2014/15 wurde er 21-mal (kein Tor) in der Primera División und viermal (kein Tor) in der Copa Sudamericana 2014 eingesetzt. Während der Spielzeit 2015/16 kam er 20-mal (kein Tor) in der Primera División und sechsmal (kein Tor) in der Copa Libertadores 2016 zum Einsatz. Anfang Juli 2016 wechselte er innerhalb der Liga zu Plaza Colonia. Dort absolvierte er in der Saison 2016 zwölf Erstligabegegnungen (ein Tor) und zwei Partien (kein Tor) in der Copa Sudamericana 2016. Im Januar 2017 verpflichtete ihn der Zweitligist Deportivo Maldonado. Nach einer Verpflichtung bei El Tanque Sisley war die letzte Station seiner Karriere IA Sud América Montevideo.

### Nationalmannschaft
González war Mitglied der A-Nationalmannschaft Uruguays. Er debütierte am 20. November 2002 unter Jorge Da Silva bei dessen erstem Spiel als verantwortlicher Nationaltrainer mit einem Startelfeinsatz bei der 0:1-Niederlage in Caracas im Rahmen des Polar Beer Cup gegen die Auswahl Venezuelas. Sein letzter Einsatz für die „Celeste“ datiert vom 6. Juni 2004 bei der 5:0-Auswärtsniederlage in der WM-Qualifikationsbegegnung mit Kolumbiens Nationalelf in Barranquilla. Nationaltrainer Uruguays war zu dieser Zeit Jorge Fossati. Insgesamt bestritt er acht Länderspiele. Ein Länderspieltor blieb ihm versagt.